# Egle parva
Egle parva är en tvåvingeart som beskrevs av Robineau-desvoidy 1830. Egle parva ingår i släktet Egle och familjen blomsterflugor. Arten är reproducerande i Sverige. Inga underarter finns listade i Catalogue of Life.